# Louise Methfessel
Louise Methfessel, geborene Emilie Louise Lehmann (1818 in Braunschweig – 14. Mai 1854 ebenda) war eine deutsche Opernsängerin (Sopran).

## Leben
Methfessel debütierte am Hoftheater in Braunschweig. Dort heiratete sie den Dirigenten und Musikdirektor Albert Methfessel. Sie wechselte von Braunschweig an das Hoftheater Schwerin, wirkte dann als erste dramatische Sopranistin am Hoftheater Breslau und ging danach zurück nach Braunschweig, wo sie den Höhepunkt ihrer Karriere erreichte.